# Maria da Conceição
Pour les articles homonymes, voir Conceição.
Maria da Conceição, morte en 1798 à São Paulo (Brésil), est une sage-femme brésilienne de São Paulo exécutée pour sorcellerie.

## Biographie
Maria da Conceição est experte en herbes médicinales. Elle entre en conflit avec le père Luis, un prêtre qui rejette la médecine par les plantes,.
Accusée d'hérésie et de sorcellerie par le père Luis, elle est jugée selon la loi portugaise, reconnue coupable et brûlée vive près du couvent de Saint-Benoît, au centre de São Paulo, en 1798,,.

## Crédit d’auteurs
- (en) Cet article est partiellement ou en totalité issu de l’article de Wikipédia en anglais intitulé « Maria da Conceição » (voir la liste des auteurs).